# Dundalk
Dundalk (forma anglicizzata, AFI: /dʌnˈdɔːk/) o Dún Dealgan (in irlandese, lett. "Forte di Dalgan") è il capoluogo di contea del Louth nella Repubblica d'Irlanda, molto vicina al confine con l'Irlanda del Nord.
Prende il nome da Dún Dealgan, il forte residenza di Dalga associato al famoso guerriero mitologico Cúchulainn e ha un proprio statuto dal 1189.
La città è situata sul guado più basso del fiume Castletown e si estende su un'area di 24,68 km².

## Sport

### Calcio
La squadra principale della città è il Dundalk Football Club che è il secondo club più vincente della storia del calcio irlandese, dopo gli Shamrock Rovers di Dublino.